# Topleț (gmina)
Topleț – gmina w okręgu Caraș-Severin w Rumunii. Składa się ze wsi Bârza i Topleț.
Według spisu powszechnego z 2011 roku gminę zamieszkiwały 2625 osoby, przy 2923 osobach według spisu z 2002 roku. Zdecydowaną większość z nich stanowią Rumuni (91,77%), największą mniejszość narodową stanowią Romowie (3,5%). 88,76% mieszkańców stanowią osoby wyznające prawosławie, zaś 3,47% baptyści.